# Происшествие с A320neo в Кальяо
Происшествие с A320neo в Кальяо — авиационное происшествие, произошедшее 18 ноября 2022 года. Авиалайнер Airbus A320neo авиакомпании LATAM Chile выполнял плановый внутренний рейс LP2213 по маршруту Лима—Хульяка, но во время разгона в международном аэропорту Кальяо столкнулся с пожарной машиной, пересекавшей взлётную полосу, в результате чего 2 пожарных погибли на месте и ещё 1 был ранен, но 17 июня 2023 скончался от полученных ран. Погибших среди 102 пассажиров самолёта и 6 членов экипажа не было, но 40 человек получили ранения.
Самолёт был повреждён, не подлежал ремонту и в результате происшествия был списан, что стало первой потерей самолёта семейства Airbus A320neo.

## Самолёт
Airbus A320-271N (серийный номер 7864), зарегистрированный как CC-BHB. Он пополнил парк LATAM Chile в ноябре 2017 года. Самолёт был оснащён двумя двигателями Pratt & Whitney PW1127G. В результате катастрофы самолёт был повреждён, не подлежал ремонту и впоследствии был списан.

## Хронология событий
Рейс 2213 должен был вылететь из международного аэропорта Хорхе Чавеса в Лиме в 14:55 по тихоокеанскому времени (19:55 UTC) и прибыть в Международный аэропорт имени Манко Капака в Хулиаке в 16:30 по тихоокеанскому времени (21:30 UTC).
Незадолго до 15:30 самолёт столкнулся с пожарной машиной при взлёте. На видео, размещённом в социальных сетях, видно, как самолёт развернулся правым боком и загорелся при движении по взлётно-посадочной полосе, а также дымился после остановки. На другом видео, снятом с земли, запечатлён момент столкновения, когда у самолёта отвалился правый двигатель и разрушилась правая стойка шасси. На нескольких фотографиях последствий видны разрушенная пожарная машина и самолёт, лежащий на правом крыле со слегка обгоревшей хвостовой частью.

### Последствия происшествия
В результате аварии по меньшей мере четыре рейса были перенаправлены в близлежащие аэропорты. Партнёры аэропорта Лимы заявили, что взлётно-посадочная полоса закрыта, поэтому все операции в аэропорту приостановлены.